# Hermann Knispel
Hermann Knispel (* 26. Dezember 1855 in Worms, Großherzogtum Hessen; † 26. Oktober 1919 in Darmstadt, Volksstaat Hessen) war ein deutscher Theaterschauspieler und Buchautor.

## Leben und Wirken
Knispel kam schon frühzeitig in seine langjährige Wahlheimat Darmstadt, um dort Ingenieurwissenschaften zu studieren. Nach seiner Mitwirkung an einer Dilettanten-Aufführung von Studierenden der Technischen Hochschule Darmstadt gab er bereits 1874 das Studium auf und ging als Schauspieler an die Bühne. Nach seinem Debüt am Stadttheater Hanau kehrte er nach Darmstadt zurück und gab am Großherzoglichen Hoftheater seinen Einstand am 28. September 1875 als Schüler in Goethes Faust. Knispel blieb sein Leben lang dieser Bühne verbunden und spielte dort in den 44 Jahren seiner Zugehörigkeit bis zu seinem Tod im Herbst 1919 über 400 Charakterrollen. Darüber hinaus diente er als künstlerischer Sekretär der Dramaturgie dieser Spielstätte. Mehr noch als seine schauspielerischen Leistungen wiegen Knispels Tätigkeit als Chronist des Hoftheaters. Zu diesem Themenkreis verfasste er mehrere, zum Teil recht umfangreiche Schriften.
Er wurde mit dem Titel eines (großherzoglich hessischen) Hofschauspielers ausgezeichnet.

## Schriften
- Das Großherzogliche Hoftheater zu Darmstadt 1810–1890. 2 Bände, E. Bernin, Darmstadt / Leipzig 1891.
- Schillers Dramen auf dem Hoftheater zu Darmstadt. Theatergeschichtlicher Rückblick zum Schiller-Cyclus 1894. Herbert, Darmstadt 1894.
- Bunte Bilder aus dem Kunst- und Theaterleben. Herbert, Darmstadt 1900.
- Schiller und seine Werke in Darmstadt. Zum 100jährigen Tadestag des Dichters. Herbert, Darmstadt 1905.
- Das Großherzogliche Hoftheater zu Darmstadt 1810–1910. Mit einem geschichtlichen Rückblick auf die dramatische Kunst zu Darmstadt von 1567 bis 1810. Herbert, Darmstadt 1910.